# Ewald Genzmer

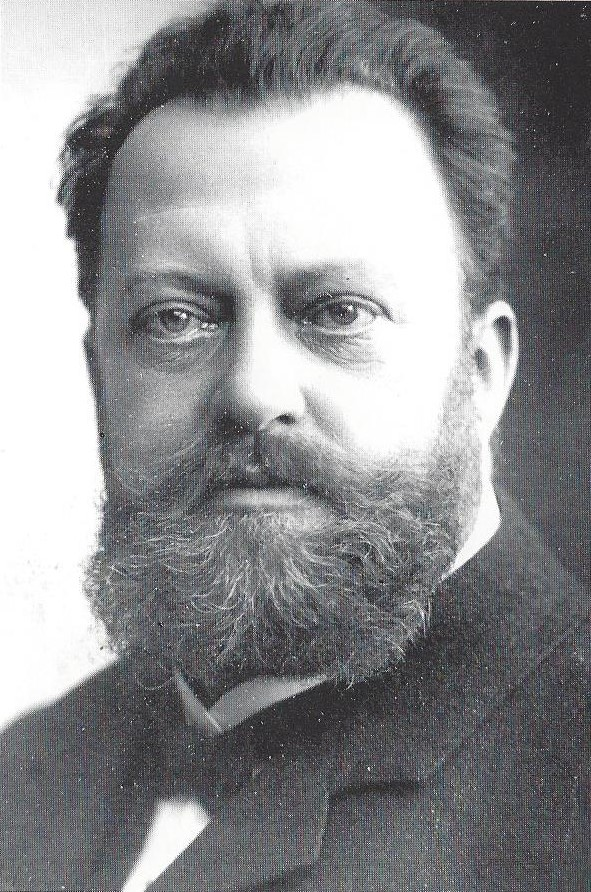
Ewald Genzmer

Ewald Genzmer (* 2. Juli 1856 in Boggusch, Kreis Marienwerder; † 1. April 1932 in Dresden) war ein deutscher Bauingenieur, Stadtplaner und Hochschullehrer.

## Leben

### Familie
Genzmer war ein Sohn des Rittergutsbesitzers Julius Genzmer (1821–1900) und dessen Ehefrau Auguste Genzmer geb. Reschke (1829–1866). Sein Bruder war der Maler Berthold Genzmer (1858–1927). Genzmer war in erster Ehe seit 1886 verheiratet mit Marie geb. Paxmann (1860–1897), beide hatten zwei Söhne und zwei Töchter, darunter Walther Genzmer und Hertha Genzmer. In zweiter Ehe war er seit 1900 mit Elisabeth Maquet (1868–1944) verheiratet; aus dieser Ehe stammte eine Tochter.
Nach dem Abitur im Jahr 1876 in Dortmund studierte Ewald Genzmer an der Berliner Bauakademie. Während seines Studiums wurde er Mitglied im Akademischen Verein Motiv. 1881 legte er das 1. Staatsexamen zum Regierungsbauführer (Referendar) ab und 1885 bestand er das 2. Staatsexamen zum Regierungsbaumeister (Assessor) mit Auszeichnung und erhielt ein staatliches Reisestipendium. Ab 1885 war er bei der Stadterweiterung von Köln unter Josef Stübben tätig.
Von 1892 bis 1904 war er Stadtbaurat in Halle (Saale). In dieser Zeit entwickelte sich die Stadt in Richtung Norden (Pauluskirche, Zoologischer Garten). Strahlenförmig rund um den Hasenberg entstand um die Jahrhundertwende das historistische Kaiserviertel, das heute nach der Pauluskirche Paulusviertel genannt wird. Der bei der Einfahrt nach Halle von Norden weithin sichtbare Wasserturm Nord entstand 1897–1899 nach Planung von Ewald Genzmer und Heinrich Walbe.
Von 1904 bis 1911 war Genzmer ordentlicher Professor für Städtebau und städtischen Tiefbau an der Technischen Hochschule Danzig. Als sein Assistent wirkte in Danzig in den Jahren 1909/1910 sein späterer Nachfolger Karl August Hoepfner. Genzmer wechselte 1911 an die Technische Hochschule Dresden und lehrte dort von 1911 bis 1925 städtischen Tiefbau und Elemente der Ingenieurwissenschaften. Gemeinsam mit dem Dresdner Stadtbaurat Paul Wolf leitete er das Seminar für Städtebau an der Technischen Hochschule Dresden.
Neben seiner Tätigkeit als Hochschullehrer entwarf Genzmer Bebauungspläne zur Stadterweiterung und Ortsentwässerungspläne für Städte im In- und Ausland. Durch den Ersten Weltkrieg wurde die Ausführung des schon erteilten Auftrags für Sankt Petersburg verhindert. Als einer der frühen Vertreter des modernen Städtebaus an der Schnittstelle zum städtischen Tiefbau hat er besonders die Entwässerung in den Dienst übergeordneter städtebaulicher Planungen eingefügt; für Dresden entwarf er unter anderem Projekt ein Metronetz.
Genzmer wohnte 1915 in Radebeul, in der Villa des 1907 verstorbenen Kammersängers Lorenzo Riese (Riesestraße 6). Er war Mitglied der Hallenser Freimaurerloge Zu den drei Degen. Seinem Testament entsprechend wurde er auf dem halleschen Stadtgottesacker bestattet, sein Grab befindet sich im Innenfeld II.

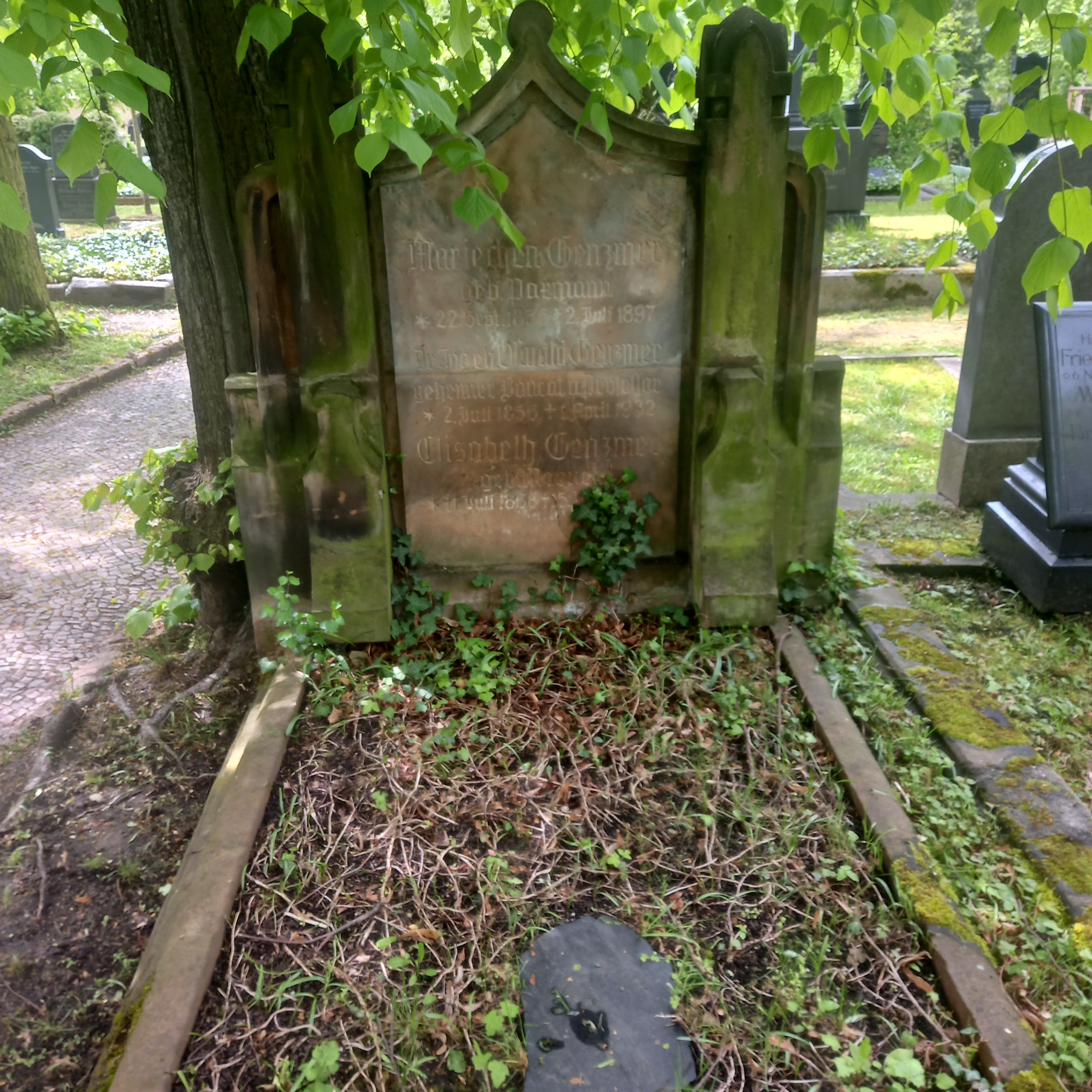
Das Grab von Ewald Genzmer auf dem Stadtgottesacker in Halle

## Auszeichnungen

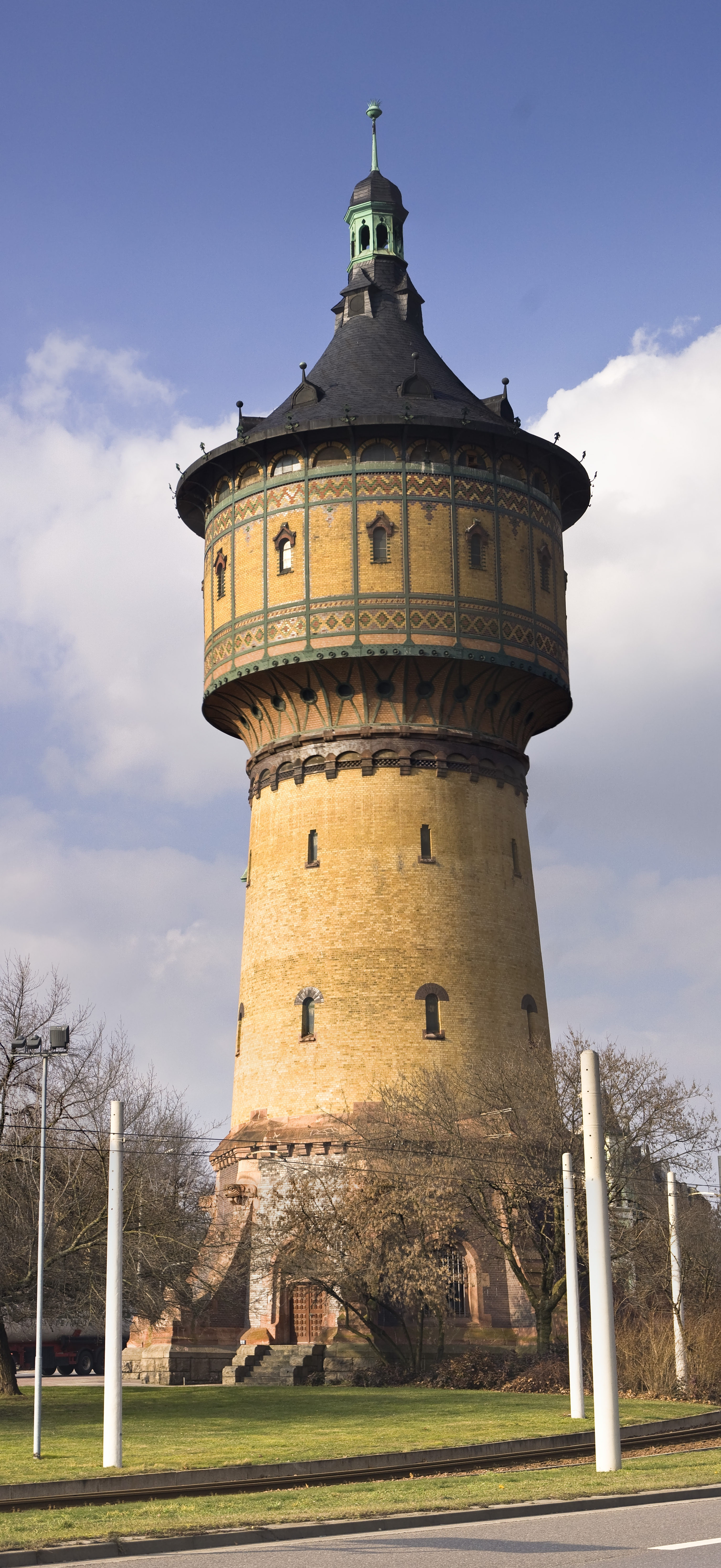
Wasserturm Nord in Halle

- (kgl. preußischer) Geheimer Baurat
- (kgl. sächsischer) Geheimer Hofrat
- 1920: Ehrendoktorwürde der Technischen Hochschule Danzig (als Dr.-Ing. E. h.)
- 1901: kgl. preußischer Roter Adlerorden IV. Klasse[5]
- kgl. sächsische Dienstauszeichnung II. Klasse

## Schriften
- Die städtischen Straßen. zwei Bände, A. Bergstraesser, 1897.
- Der städtische Tiefbau, I, Heft 1. 1897.
- Führer durch Halle a. d. S. und seine staatlichen und städtischen Einrichtungen und Anstalten. Halle 1903. (mit Oskar Förtsch)
- Kanalisation der Klein- und Mittelstädte. drei Bande, 1912.
- Bebauungspläne. In: M. Foerster (Hrsg.): Taschenbuch für Bauingenieure. 1914.
- Bebauungsplan und Bauordnung. Deutscher Verlag für Volkswohlfahrt, Dresden 1917. (mit Heinrich Küster)
- Die Entwässerung der Städte. In: Handbuch der Ingenieurwissenschaften, III. Teil, Band 4. 1924.
- Städtebauseminar der Technischen Hochschule Dresden, Sächsische Arbeitsgemeinschaft der Freien Deutschen Akademie des Städtebaues. Verlag „Der Zirkel“, 1924. (mit Paul Wolf)
- Wie entwirft man Ortsentwässerungspläne? drei Bände, 1930/1931.